# Николаевка 3
Николаевка 3 (бел. Мікалаеўка 3) — деревня в составе Полыковичского сельсовета Могилёвского района Могилёвской области Республики Беларусь. Расположена в 2,5 километрах на северо-востоке от Могилёва. Неподалёку от деревни протекает река Днепр.

## История
Основана в 1939 году переселенцами с соседних хуторов. Во время Великой Отечественной войны с июля 1941 года по 27 июня 1944 года деревня была оккупирована немецкими войсками. В 1990 году здесь было 90 дворов и 238 жителей, относилась к колхозу «Коминтерн» (центр в деревне Николаевка 2). Здесь размещалась комплексная бригада, ферма крупного рогатого скота, клуб, библиотека.